# Kerby Joseph
Kerby Joseph (Orlando, 14 novembre 2000) è un giocatore di football americano statunitense che milita nel ruolo di safety per i Detroit Lions della National Football League (NFL).

## Carriera
Al college Joseph giocò a football a Illinois dal 2018 al 2021. Fu scelto dai Detroit Lions nel corso del terzo giro (97º assoluto) del Draft NFL 2022. Debuttò come professionista nella gara della settimana 1 contro i Philadelphia Eagles mettendo a segno un tackle. Nel nono turno fu premiato come miglior difensore della NFC della settimana dopo avere fatto registrare due intercetti su Aaron Rodgers nella vittoria contro i Green Bay Packers. Un altro intercetto su Rodgers lo mise a segno nella vittoria sui Packers nell'ultimo turno. La sua stagione da rookie si chiuse con 82 placcaggi, 4 intercetti e 8 passaggi deviati disputando tutte le 17 partite, di cui 14 come titolare.
Nella settimana 9 della stagione 2024 Joseph mise a segno un intercetto su Jordan Love dei Green Bay Packers, ritornando il pallone in touchdown. La sua stagione si chiuse guidando la NFL con un record di franchigia di 9 intercetti, venendo inserito nel First-team All-Pro.

## Palmarès
- First-team All-Pro: 1

2024
- Difensore della NFC della settimana: 1

9ª del 2022
- Leader della NFL in intercetti: 1

2024